# Italinpa
Italinpa-Società Infrastrutture di Sosta e Commercio SpA era una società controllata al 100% da Iritecna prima e da Fintecna poi. La sede principale era a Roma.
Italinpa operava nella realizzazione e gestione di parcheggi di autoveicoli.
Gestiva 14000 auto ed era il primo operatore del settore in Italia.
Nel 2001 Fintecna privatizza Italinpa SpA cedendo tutte le azioni per 37,4 miliardi di lire al gruppo spagnolo Saba Aparcamientos. Di fatto, Italinpa cambia il suo nome in Saba Italia SpA.